# Albert Scott Crossfield
Albert Scott Crossfield (2 oktober 1921 – 19 april 2006), född i Berkeley, vanligtvis kallad Scott Crossfield, var en amerikansk flottofficer, flygare, testpilot och veteran från det andra världskriget.
Scott Crossfield blev berömd genom att vara den förste personen att flyga snabbare än Mach 2, den 20 november 1953 i flygplanet Douglas Skyrocket.
Han flög även North American X-15.
Scott Crossfield dog i en flygolycka där han själv förde planet.
Asteroiden 8022 Scottcrossfield är uppkallade efter honom.